# المركز الجامعي بإقليم المضايق
المركز الجامعي بإقليم المضايق (بالآيسلندية: Háskólasetur Vestfjarða)‏ هو معهد للتعليم العالي يقع في اسافيوردور، آيسلندا. يقدم برامج ماجستير متكاملة في الإدارة الساحلية والبحرية والابتكار البحري والتنمية الإقليمية، بالتعاون مع جامعة أكوريري، بالإضافة إلى دورات في اللغة الأيسلندية.

## التاريخ
تم إنشاء المركز في 12 مارس 2005 في اسافيوردور، وهي بلدة يبلغ عدد سكانها حوالي 3000 نسمة على الساحل الغربي لأيسلندا. مديرها الأول والوحيد حتى الآن هو بيتر فايس.